# Wapello megye
Wapello megye az Amerikai Egyesült Államokban, azon belül Iowa államban található. Lakosainak száma 35 437 fő (2020. április 1.). Wapello megye Keokuk, Davis, Mahaska, Monroe, Jefferson, Appanoose és Van Buren megyékkel határos.

## Népesség
A megye népessége az elmúlt években az alábbi módon változott:
| Lakosok száma | 35 650 | 35 444 | 35 381 | 35 391 | 35 173 | 35 437 |
|               | 2010   | 2011   | 2012   | 2013   | 2015   | 2020   |